# The Downfall
The Downfall är ett berg i Antarktis. Det ligger i Västantarktis. Argentina, Chile och Storbritannien gör anspråk på området. Toppen på The Downfall är 1 082 meter över havet.
Terrängen runt The Downfall är huvudsakligen bergig, men åt nordväst är den kuperad. Trakten är obefolkad. Det finns inga samhällen i närheten.